# 1987 à Terre-Neuve-et-Labrador
Chronologie de Terre-Neuve-et-Labrador
- 1983
- 1984
- 1985
- 1986
- 1987
- 1988
- 1989
- 1990
- 1991

Cette page concerne les événements survenus en 1987 dans la province canadienne de Terre-Neuve-et-Labrador.

## Politique
- Premier ministre : Brian Peckford
- Chef de l'Opposition :
- Lieutenant-gouverneur :
- Législature :

## Naissances

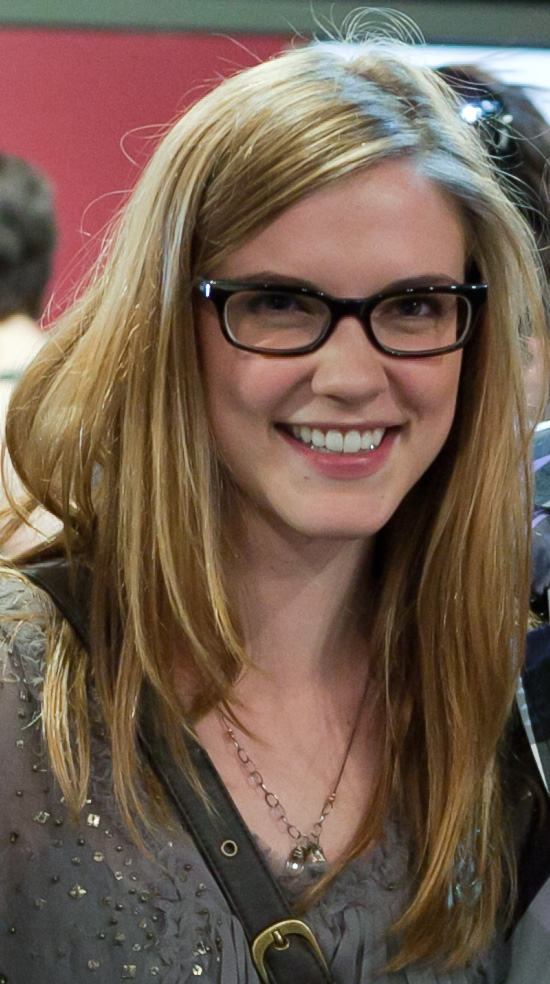
Sara Canning.

- 12 janvier : Daniel Ryder (né à Bonavista), joueur professionnel de hockey sur glace canadien.

- 14 juillet : Sara Canning (née à Gander), actrice canadienne. Elle apparaît dans la série télévisée de la chaîne CW Vampire Diaries en tant que Jenna Sommers, et dans le téléfilm Black Field en 2009.